# Buzz Lightyear of Star Command
Buzz Lightyear of Star Command is een Amerikaanse animatie-sciencefictionserie geproduceerd door Disney. De serie is een spin-off van de film Toy Story, en draait om het personage Buzz Lightyear. Het werd in België uitgezonden door Ketnet tot en met 30 juni 2011 en in Nederland door Net5.

## Verhaal
De serie draait om Buzz Lightyear, een elitelid van de organisatie Star Command. Zoals alle leden van Star Command is hij verantwoordelijk voor de veiligheid in het universum. Zijn voornaamste vijand is Keizer Zurg.
Buzz wordt bijgestaan door een team van drie cadetten.
In feite is de serie gebaseerd op verhalen uit de Star Trekseries en ook af en toe op Star Wars.

## Achtergrond
De show vond zijn oorsprong in een fictieve serie bedacht voor de film Toy Story. In deze film was de serie zogenaamd de basis voor de Buzz Lightyear-actiefiguren.
Na het succes van de film besloot Disney om daadwerkelijk een serie over Buzz Lightyear te maken. Een pilot getiteld Buzz Lightyear of Star Command: The Adventure Begins werd gemaakt, en uitgebracht als direct-naar-video film. In deze film deed Tim Allen de stem van Buzz. De pilot sloeg aan, en er werd een serie gemaakt. In deze serie nam Patrick Warburton de rol van Buzz over. De pilotfilm werd opgesplitst in drie afleveringen en toegevoegd aan de serie.

## Personages

### Star Command

#### Team Lightyear
- Captain Buzz Lightyear (Tim Allen (US) en Kees Prins (NL)) in de pilotaflevering, Patrick Warburton (US) en Jan Elbertse (NL) in de uiteindelijke televisieserie): een beroemde spaceranger, bekend om zijn moed en heldhaftigheid. Hij houdt van procedures, en wijkt hier dan ook maar zelden van af.
- Prinses Mira Nova (Nicole Sullivan (US) en Cystine Carreon (NL)): de prinses van Tangean. Ze kan gedachten lezen en door muren lopen. Buzz spreekt haar altijd aan met “prinses” als hij kwaad op haar is.
- Booster Sinclair Munchapper (Stephen Furst (US) en Herman van Doorn (NL)): een grote dinosaurusachtige spaceranger van de planeet Jo-ad. Hij is erg sterk, maar heeft ook een grote eetlust.
- XR (Larry Miller en Neil Flynn (US) en Fred Butter (NL)): een kleine robot wiens lichaam vol zit met handige gadgets. Hij kan veel voorwerpen opslaan in zijn torsoruimte. Zijn naam staat voor experimental ranger. Op bijna elke missie wordt hij aan stukken geschoten, maar kan snel weer worden gerepareerd.

#### Ander personeel
- Commander Nebula (Adam Carolla (US) en Luk Van Mello (NL)): de bevelhebber van de Spacerangers. Hij heeft een kort lontje en spreekt altijd met luide stem. Hij haat papierwerk en tekent daarom geregeld documenten zonder ze eerst te lezen. Op deze manier gaf hij onbewust toestemming voor de creatie van XR.
- Ty Parsec (Steve Hytner (US) en Fred Meijer (NL)): de beruchte oude partner van Buzz. Hij werd door de schurk NOS-4-A2 veranderd in een weerwolf.
- Rocket Crocket (Phil LaMarr (US) en Fred Meijer (NL)): leider van Team Rocket, een subtak van Star Command. Hij is Buzz’ rivaal.
- LGMs, of Little Green Men (Patrick Warburton (US) en Stan Limburg (NL)): kleine groene mannetjes (KGM's) met drie ogen.
- Petra Hammerhold (Nikki Cox (US) en Marloes van den Heuvel (NL)): de dochter van senator Hammerhold. Ze ging bij Star Command omdat haar vader dat wilde.
- Plasma Boy (Michael Showalter (US) en Fred Meijer (NL)): Petra’s vriendje. Hij kan veranderen in een plasmamonster.
- 42 (Joy Behar (US) en Marjolein Algera (NL)): de zelfbewuste boordcomputer van Buzz’ schip.

### Schurken
- De Boosaardige Keizer Zurg (Wayne Knight (US) en Frans Mulder (NL)): een zelfbenoemde keizer en de primaire schurk van de serie. Hij heerst over de planeet Z en wil de hele Melkweg veroveren. De meeste van zijn handlangers zijn robots.
- Lord Angstrom: Heer van Tangea en voormalig adviseur van de koning. Hij wil Tangea veroveren.
- Brain Pods: cybernetische hersens in mobiele vaten die dienen als Zurgs wetenschappers.
- Chlorm Scientists: Era, Eon en Epoch. Drie wetenschappers van een ras dat alle andere levensvormen ziet als wilde dieren.
- De Boosaardige Buzz Lightyear: een slechte versie van Buzz uit een parallel universum. Hij draagt een uniform dat gemodelleerd is naar dat van Zurg. Hij is in alles het tegenovergestelde van Buzz. In zijn eigen universum heeft hij de Melkweg veroverd.
- Gargantian Militants: kleine wezens die zich met behulp van exopakken vermommen als andere wezens. Ze haten commerciële plaatsen, en het feit dat hun planeet geen oorlog meer kent sinds ze lid zijn geworden van de Galactic Alliance.
- Gravitina: een vrouw met een kolossaal hoofd. Ze heeft mentale controle over de zwaartekracht. Ze is verliefd op zowel Buzz als de slechte Buzz.
- The Heed: een ras van semi-almachtige wezens, gelijk aan de Borg van Star Trek.
- Hornets: Zurgs robotische soldaten.
- NOS-4-A2: een vampierrobot gemaakt door Zurg. Hij kan elk systeem of robot in zijn macht krijgen, en zelfs organische wezens veranderen in robotische weerwolven genaamd wirewolfs. Zijn naam is een woordspeling op Nosferatu.
- Raenoks: de gewelddadigste aliens in de Melkweg.

### Galactic Alliance
- Madam President: hoofd van de Galactic Alliance. Haar echte naam is onbekend.
- Senator Aarrfvox: een Shragorakiaanse senator.
- Senator Banda: een Bathyosiaanse senator.
- Senator Hammerhold: Petra Hammerholds vader.

## Afleveringen
| Nummer | Titel                      | Originele uitzenddatum |
| ------ | -------------------------- | ---------------------- |
| 01     | The Torque Armada          | 10/02/00               |
| 02     | Gravitina                  | 10/03/00               |
| 03     | XL                         | 10/04/00               |
| 04     | Little Secrets             | 10/05/00               |
| 05     | Inside Job                 | 10/06/00               |
| 06     | NOS-4-A2                   | 10/08/00               |
| 07     | The Planet Destroyer       | 10/09/00               |
| 08     | The Beasts of Karn         | 10/10/00               |
| 09     | Tag Team                   | 10/11/00               |
| 10     | The Main Event             | 10/12/00               |
| 11     | The Return of XL           | 10/13/00               |
| 12     | Strange Invasion           | 10/15/00               |
| 13     | The Taking of PC-7         | 10/16/00               |
| 14     | Mindwarp                   | 10/17/00               |
| 15     | Mira's Wedding             | 10/18/00               |
| 16     | Panic on Bathyos           | 10/19/00               |
| 17     | Shiv Katall                | 10/20/00               |
| 18     | Stress Test                | 10/22/00               |
| 19     | A Zoo Out There            | 10/23/00               |
| 20     | Root of Evil               | 10/24/00               |
| 21     | Super Nova *               | 10/25/00               |
| 22     | Downloaded                 | 10/26/00               |
| 23     | The Plasma Monster         | 10/27/00               |
| 24     | The Crawling Flesh         | 10/29/00               |
| 25     | Dirty Work                 | 10/30/00               |
| 26     | The Slayer                 | 10/31/00               |
| 27     | The Lightyear Factor       | 11/01/00               |
| 28     | Clone Rangers              | 11/02/00               |
| 29     | Bunzel Fever               | 11/03/00               |
| 30     | Develoutionaries           | 11/05/00               |
| 31     | Head Case                  | 11/06/00               |
| 32     | The Yukari Imprint         | 11/07/00               |
| 33     | The Shape Stealer          | 11/08/00               |
| 34     | Star Crossed               | 11/09/00               |
| 35     | Haunted Moon               | 11/10/00               |
| 36     | Stranger Invasion          | 11/12/00               |
| 37     | Eye of the Tempest         | 11/13/00               |
| 38     | Revenge of the Monsters    | 11/14/00               |
| 39     | Lone Wolf                  | 11/15/00               |
| 40     | Planet of the Lost         | 11/16/00               |
| 41     | Revenge of the Raenoks     | 11/17/00               |
| 42     | The Starthought            | 11/19/00               |
| 43     | Millennial Bugs            | 11/20/00               |
| 44     | Galaxy of the wind         | 11/21/00               |
| 45     | At Large on a Small Planet | 11/23/00               |
| 46     | Sunquake                   | 11/24/00               |
| 47     | First Missions             | 11/26/00               |
| 48     | Large Target               | 11/27/00               |
| 49     | War, Peace and War         | 11/29/00               |
| 50     | Lost in Time               | 12/14/00               |
| 51     | Rookie of the Year         | 12/21/00               |
| 52     | Wirewolf                   | 12/28/00               |
| 53     | The Rescue Mission         | 01/04/01               |
| 54     | Star Smasher               | 01/11/01               |
| 55     | Enemy Without a Face       | 01/18/01               |
| 56     | Good Ol' Buzz              | 01/25/01               |
| 57     | Return to Karn             | 02/02/01               |
| 58     | Speed Trap                 | 02/09/01               |
| 59     | Holiday Time               | 02/16/01               |
| 60     | Opposites Attract          | 02/23/01               |
| 61     | Ancient Evil               | 03/06/01               |
| 62     | 42                         | 03/13/01               |

## Opening
Voor het introfilmpje van de serie maakte Pixar een aantal filmpjes waarin het speelgoed uit Toy Story zich voor de tv nestelt om de serie te gaan kijken. In het filmpje vliegt Buzz naar de tv, en probeert hier te landen. Enkele variaties hierop zijn:
- Buzz landt naast de televisie.
- Buzz botst tegen de televisie, en glijdt naar beneden
- Buzz land op Bullseye, en valt behoorlijk pijnlijk van hem af.
- Zurg staat naast Buzz, en schiet op het televisiescherm.
- Buzz wordt na zijn landing omver gereden door RC.
- Buzz landt, en neemt een discohouding aan.
- Buzz landt en opent zijn vleugels, waardoor hij iedereen achter hem omduwt.